# バジル・ホール
バジル・ホール（英語: Basil Hall、1788年12月31日 - 1844年9月11日）は、19世紀のイギリスの海軍将校、旅行家、作家。インド洋、中国、朝鮮、琉球、中南米、北米各地を航海したことで知られる。ベイジル・ホールと記述されることも多い。王立協会会員（FRS）。孫に東京帝国大学文学部名誉教師を務めたバジル・ホール・チェンバレンと、アーリアン学説の思想家であるヒューストン・ステュアート・チェンバレンがいる。

## 略歴
地質学者でもあったスコットランドの準男爵ジェームズ・ホールの子としてエジンバラで生まれる。エジンバラのロイヤル・ハイスクールで学んだのち、1802年にイギリス海軍に入隊し、1808年に大尉に昇進、のちに大佐となる。戦艦エンディミヨン5等艦などでの勤務を経て、1816年にウィリアム・アマースト (初代アマースト伯爵)の中国使節団が率いる艦隊のうちの一隻ライラ号の艦長として中国訪問後、朝鮮と沖縄に立ち寄り、1817年には父親の知り合いであったナポレオン・ボナパルトにセント・ヘレナ島で謁見。
父親の助言により海軍入隊以降日記をつけることを習慣としており、それを基に1818年に著した『朝鮮・琉球航海記』がその目新しさから話題を呼び、1820年には南米各国を訪れて航海記を出版するなど人気の冒険作家となった。1823年に軍を退き、1825年にスペインのイギリス総領事ジョン・ハンターの娘マーガレットと結婚して翌年にかけて妻とともに全米各地を旅し、アメリカ合衆国訪問記(酷評したことでアメリカから批判を受けた)など、多くの旅行記を出版したほか、ブリタニカ百科事典の執筆者なども務めた。晩年は精神を病み、1842年にポーツマス (イングランド)の軍病院に入院し、同所で死去した。
2016年12月にバジル・ホール研究会（会長・沖縄県立看護大学元教授山口栄鉄）により那覇市にバジル・ホール来琉200周年記念碑が建立された。

## 朝鮮・琉球航海記

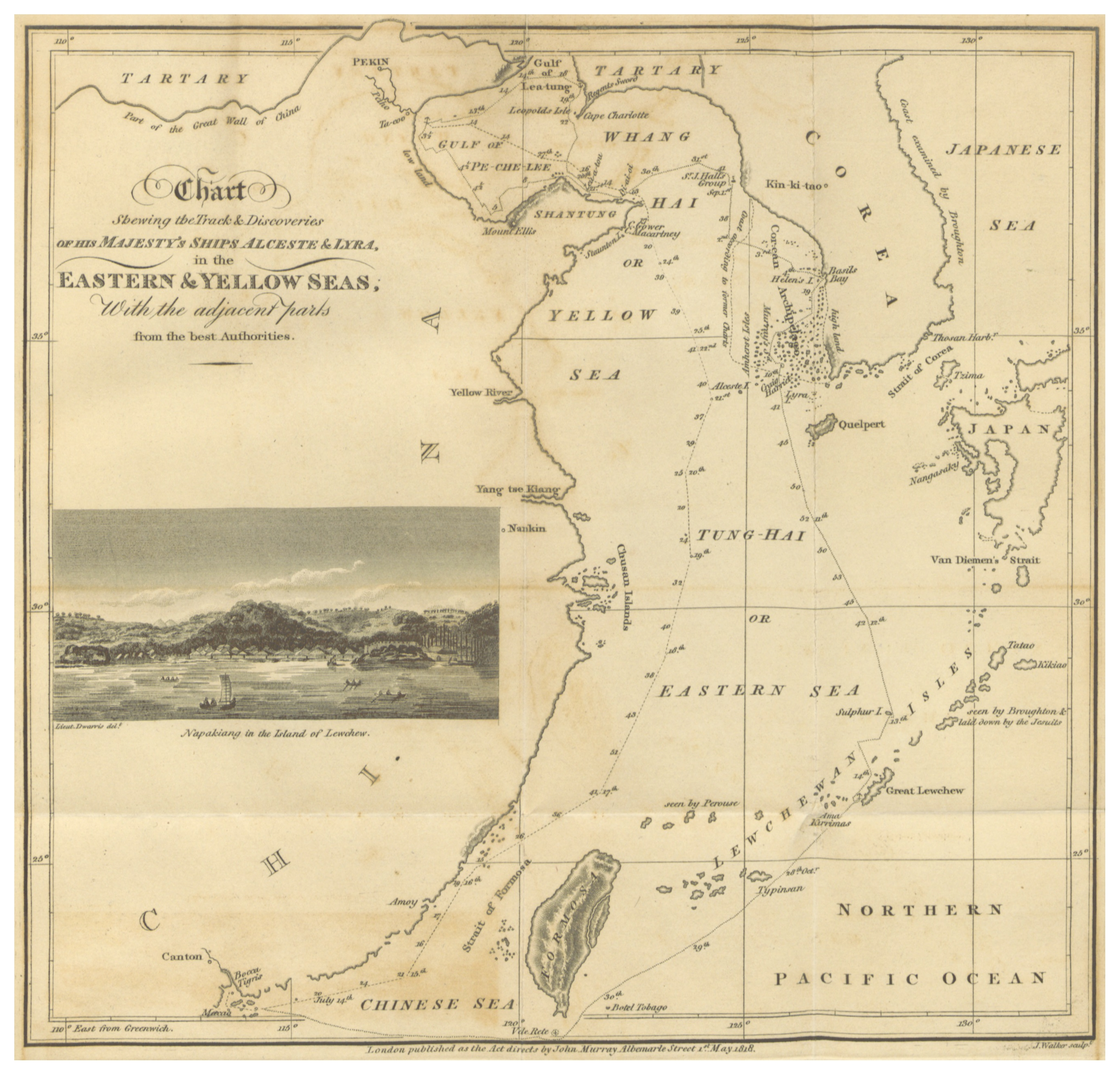
ライラ号とアルセスト号の清・朝鮮・琉球の航路

1816年8月、清に通商を迫るために中国に向かうイギリス全権大使アマーストら外交団を軍艦ライラ号の艦長として北京に送り届けたホールは、同行したとマレー・マクスウェルのアルセスト号とともに、東シナ海海域の探検・調査のため、まず朝鮮の西海岸の西海五島（白翎島、大青島、小青島、延坪島、隅島）を、父にちなんでジェイムス・ホール群島（Sir James Hall Group）と命名した。9月4日には忠清南道舒川郡長項島に上陸し、現在の長項湾をバジル湾と命名、馬梁鎮浦で趙大福（チョ・デボク）馬梁鎮僉使と李升烈（イ・スンリョル）庇仁県監に聖書を伝えた。この時の様子は『朝鮮王朝実録』「純祖実録」に記録が残る。
そのあとは済州島沖を通過し、琉球王国に寄港、那覇に40余日間滞在した。中国人通訳の言葉も通じず、徹底した海禁政策のため立ち退きを求められた朝鮮と違い、琉球では中国語のできる官吏の真栄平房昭を通事に得て交流を深め、琉球に対して非常に良い印象を抱いた。真栄平を知性派で快活な社交家として高く評価し、帰国時には英国行きを誘ったほどだった。一行は調査や観測を徹底して行ない、全島地図も1週間余りで完成させた。
一行の調査は沖縄本島に留まらず、周辺離島も行い伊平屋伊是名諸島などはモンゴメリーグループと呼称している。
帰国後の1818年に、その時の記録を『Account of A Voyage of Discovery to The West Coast of Corea, and The Great Loo-Choo Island in The Japan Sea (朝鮮半島西海岸及び日本海上大琉球探検航海記)』としてロンドンで刊行した。琉球の人々との交流を好意的な視点から描いた本書は大いに反響を呼び、出版から2年もたたないうちにオランダ語、ドイツ語、イタリア語など数か国語に翻訳され、幾度となく版も重ねた。アルセスト号の軍医ジョン・マクロードもホールに先んじて1817年に『アルセスト号朝鮮大琉球探検記』を刊行しているが、ホールの航海記は西洋人自身によって琉球諸島と朝鮮半島を詳細に記述する最初の著作であると言われ、ヨーロッパ人の琉球理解のバイブル的存在となった。
1826年の第3版『琉球その他の東海航海記』にはナポレオンとの会見録が追加収録され、自分が朝鮮という国を探査してフランスに帰る途中だと述べ、長いキセルと大きな笠（カッ）を見せながら、朝鮮の風物を紹介した。朝鮮の住民は平和を愛する民族で、他国への侵略戦争をしたことがないこと、また琉球の住民は通貨の使用を知らず、物を与えても代償をとらないこと、僧侶の地位が低いことなどをナポレオンに報告したという。それに対してナポレオンは再びフランスを統一した暁には、必ず朝鮮を訪れてみようと返答した。ナポレオンに同行していたアンリ・ベルトランによると、ホールが「閣下、琉球の人はナポレオンのナの字も知りません」と言ったとき、ナポレオンはここ何か月もの間聞いたことのない大きな声で笑ったという。ホールは武器を見かけなかったことを理由に琉球が非武装であると結論付け、結果19世紀の欧米に「琉球=非武装王国」の噂が広まった。こうした楽園的なホールの琉球観は日本や中国との通商を求める欧米列強にとって好都合で利用価値のある交易基地としてのイメージを確固たるものにし、琉球王府が苦慮していた来琉外国船をますます増やす結果を招いた。
この本は当時西洋世界で非常に人気となったため、その後に琉球を訪れた西洋人の記録にもしばしば引用され、約10年後の1827年に来琉した英国船ブロッサム号艦長のフレデリック・ウィリアム・ビーチーは著書『ブロッサム号来琉記』で、中国銭が流通していることなど、ホールの報告と異なっていた点を記録し、20年後の1846年にキリスト教布教のため琉球に派遣された宣教師のバーナード・ジャン・ベッテルハイムはホールの琉球観には否定的であり、1853年に来琉したマシュー・ペリーは『日本遠征記』の中で、琉球人は武器については無知を装い、貨幣についても金銀の価値をよく知っており、中国銭で交易もしていることを指摘した。ホールは航海記に「大琉球は、貿易からはずれたところに偏在し、島には何ら価値ある生産物がなく、かつ住民も外国物資に対してそれほど興味を示さない」と記録しているが、琉球王府は貿易にならないようホールらに少なめの食料を無料で与えて金を取らず、資源が乏しいことをアピールしたとされる。

## 訳書
- ベイジル・ホール『朝鮮・琉球航海記 1816年アマースト使節団とともに』 春名徹訳、岩波文庫 1986 ISBN 4-00-334391-3
- ホールの来琉記の訳文については、戦前では伊波月城（伊波普猷の実弟）、中村清二、志賀重昂、神山政良などが新聞に寄稿しており、1940年には須藤利一の『大琉球島探検航海記』が刊行され、戦後は大熊良一訳著のナポレオン会見録に関する『セント・ヘレナのナポレオン』の和訳本が単行本として出ている[19]。

## 関連書籍
- 『英人バジル・ホールと大琉球――来琉二百周年を記念して』（山口栄鉄, 不二出版, 2016）
- 『外国人来琉記』（山口栄鉄, 琉球新報社, 2000）
- 『クリフォード訪琉日記――もうひとつの開国』（ハーバート・ジョン・クリフォード, 浜川仁訳, 不二出版, 2015） - ホールと同船で来琉した海軍大尉ハーバート・ジョン・クリフォードによる記録
- 『アルセスト号朝鮮・琉球航海記』（ジョン・マクロード, 大浜信泉訳, 真栄平房昭解説, 榕樹書林、1999）